# Малый Таз (приток Дындовского Таза)
Малый Таз — река в России, протекает по территории Красноселькупского района Ямало-Ненецкого автономного округа и Туруханского района Красноярского края. Устье реки находится в 35 км по левому берегу реки Дындовский Таз, высота устья 77 метров над уровнем моря. Длина — 47 км.
В бассейне Малого Таза находятся озёра Паркэльто и Сокольто.
Основные притоки — Глухариная (правый), Еловый (правый), Паркэлькикэ (левый). По средней и нижней части русла Малого Таза проходит граница Красноярского края и Ямало-Ненецкого автономного округа.
В долине реки произрастает кедрово-лиственничный лес.

## Данные водного реестра
По данным государственного водного реестра России относится к Нижнеобскому бассейновому округу, водохозяйственный участок реки — Таз. Речной бассейн реки — Таз.
Код объекта в государственном водном реестре — 15050000112115300063556.